# حلقه‌های نیوتن

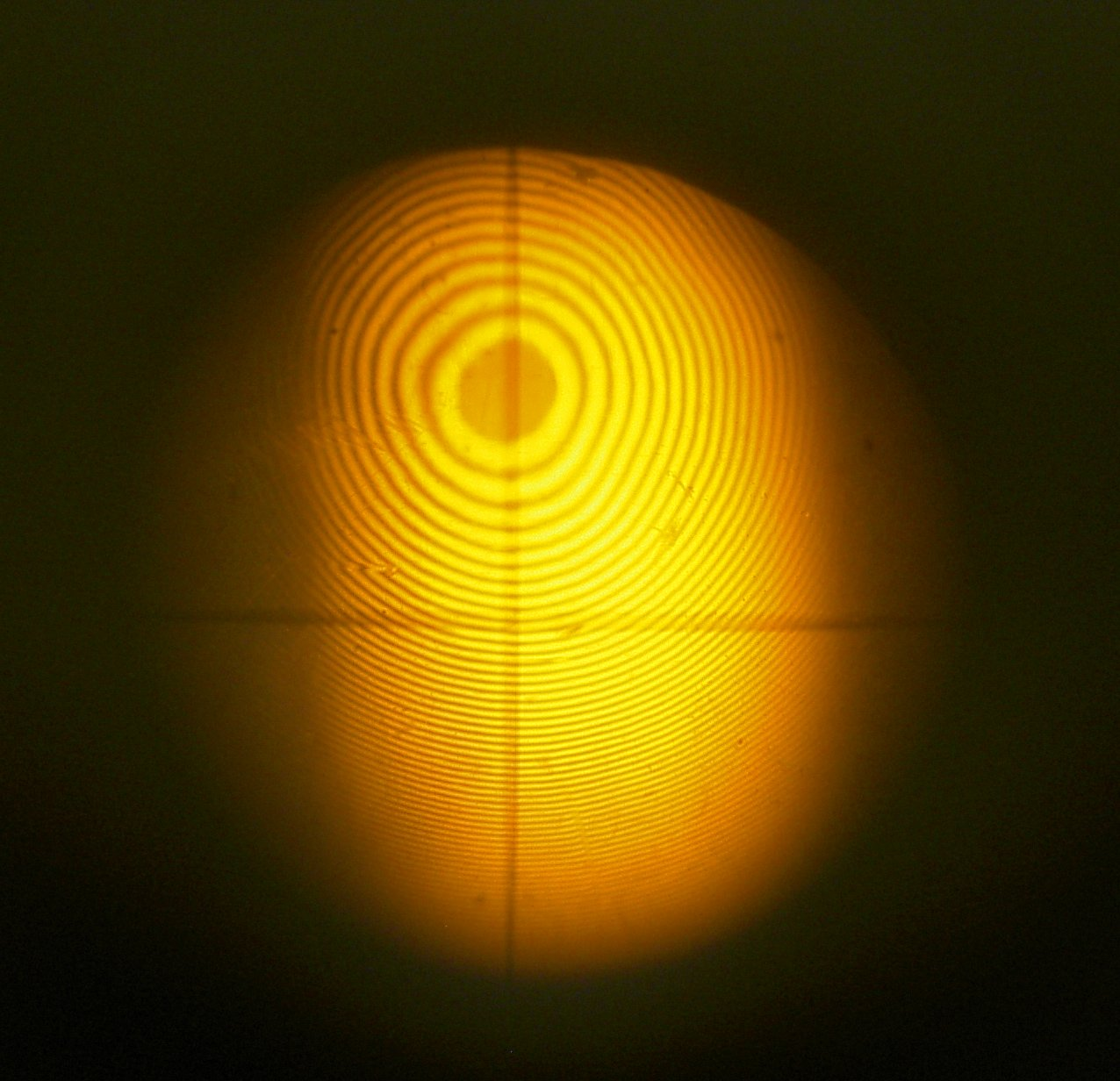
حلقه‌های نیوتن

برای آزمایش، یک لنز محدب در بالای سطح تخت قرار داده می‌شود.

حلقه‌های نیوتون (به انگلیسی: Newton's rings) پدیده‌ای است که در اثر انعکاس نور بین دو سطح محدب و تخت که در کنار یکدیگر قرار گرفته‌اند به وجود می‌آید. اگر آزمایش با استفاده از نور تک رنگ انجام شود، این پدیده به صورت حلقه‌های تداخلی هم مرکز تاریک و روشن دیده می‌شود که در نقطه تماس بین دو سطح متمرکز شده‌اند.
اگر آزمایش با نور سفید انجام گیرد، حلقه‌ها با رنگ‌های رنگین‌کمان ظاهر می‌شوند، زیرا رنگ‌های گوناگون دارای طول موج‌های مختلف هستند و تداخل هر رنگ در نقطه خاصی از لایه هوای میان دو سطح ایجاد می‌شود.
حلقه‌های نور بخاطر تداخل سازنده بین اشع‌های نور منعکس شده از دو سطح ایجاد شده‌اند در حالی که حلقه‌های سیاه از تداخل مخرب ساخته شده‌است. همچنین حلقهای خارجی نزدیک به هم هستند تا حلقهای داخلی. حرکت حلقهای خارجی به سمت بیرون به حلقه بعدی، اگر اختلاف بین مسیرها مثلاً به اندازه λ اضافه شود، ضخامت لایه هوا به اندازه  λ/2 اضافه شده‌است. بخاطره اینکه شیب سطح لنز به سمت خارج اضافه می‌شود، جدایی حلقه‌ها به سمت بیرون کمتر است. 
شعاع Nth حلقه نیوتونی روشن از رابطه زیر بدست میاید:
{\displaystyle r_{N}=\left[\left(N-{1 \over 2}\right)\lambda R\right]^{1/2},}
که N شماره حلقه روشن، R شعاع انحنای لنز نور گذرنده و λ طول موج نور گذرنده از شیشه است .
- توجه: فرمول بالا فقط برای حلقه‌های نیوتن به دست آمده توسط نور منعکس شده قابل استفاده است.

این پدیده برای اولین بار در سال ۱۶۶۴ توسط رابرت هوک در کتاب میکروگرافیا شرح داده شد، اگر چه نام خود را از فیزیکدان اسحاق نیوتن، که اولین بار آن را تجزیه و تحلیل کرد گرفته شده‌است.